# Anaspis thoracica
Anaspis thoracica är en skalbaggsart som först beskrevs av Carl von Linné 1758.  Anaspis thoracica ingår i släktet Anaspis, och familjen ristbaggar. Arten är reproducerande i Sverige.